# Brandenburgisches Denkmalschutzgesetz
Das Brandenburgische Denkmalschutzgesetz (BbgDSchG) regelt den Denkmalschutz im Land Brandenburg. Es ist eines der Denkmalschutzgesetze in Deutschland.

## Geschichte
Im Land Brandenburg galt für den Denkmalschutz:
- von 1989 bis 1991 gem. Art. 9 Abs. 1 des Einigungsvertrages das Gesetz zur Erhaltung der Denkmale in der DDR vom 19. Juni 1975,  siehe Denkmalschutz in der DDR
- vom 22. August 1991 bis zum 31. Juli 2004 das Brandenburgische Denkmalschutzgesetz vom 22. Juli 1991

Mit Inkrafttreten des Gesetzes vom 24. Mai 2004 wurden aufgehoben:
- die Verordnung über das Verzeichnis der Denkmale vom 30. April 1992
- die Verordnung über die Aufgaben und Befugnisse des Beirats und der Beauftragten der Denkmalschutzbehörden vom 11. Mai 1992

## Allgemeine Vorschriften
In den Grundsätzen (§ 1) wird zunächst eine allgemeine Verpflichtung zu Schutz, Erhaltung, Pflege und Erforschung von Denkmalen aufgestellt. Darüber hinaus werden das Land, die Gemeinden und Gemeindeverbände, Behörden usw. insbesondere verpflichtet, den Zielen des Denkmalschutzes ihre Unterstützung zu geben. Schließlich werden die Denkmalbehörden angewiesen, auf eine angemessene Beteiligung des Denkmalschutzes bei Planungsvorhaben hinzuwirken. Ebenso sind die Belange von behinderten Menschen zu berücksichtigen.
Die Begriffsbestimmungen (§ 2) definieren zunächst allgemein Denkmale als „Sachen, Mehrheiten von Sachen oder Teile von Sachen, an deren Erhaltung wegen ihrer geschichtlichen, wissenschaftlichen, technischen, künstlerischen, städtebaulichen oder volkskundlichen Bedeutung ein öffentliches Interesse besteht.“ Weiterhin werden Baudenkmale, technische Denkmale, Gartendenkmale, Denkmalbereiche, bewegliche Denkmale und Bodendenkmale als Denkmalarten näher bestimmt. Auch wird der Umgebungsschutz eines Denkmals definiert.
Denkmale müssen nachrichtlich in eine Denkmalliste (§ 3) eingetragen werden. Bewegliche Denkmale werden in die Inventare von Museen und Sammlungen eingetragen. Weiterhin werden nähere Bestimmungen über die Führung der Denkmalliste und deren Inhalt getroffen. Darüber hinaus wird die Benachrichtigung der Eigentümer geregelt und die Einsicht in die Denkmalliste für jedermann gestattet. Die Denkmaleigenschaft eines Denkmals wird nach Eintragung in die Denkmalliste von der Denkmalbehörde durch Verwaltungsakt festgestellt.
Die Gemeinden können Denkmalbereiche (§ 4) durch Satzung im Benehmen mit der Denkmalfachbehörde durch Satzung unter Schutz stellen. Die Satzung kann durch eine ordnungsbehördliche Verfügung der Denkmalschutzbehörde unter Schutz gestellt werden.
Durch Rechtsverordnung der Landesregierung können bestimmte Flächen mit vermuteten Bodendenkmalen zu Grabungsschutzgebieten (§ 5) erklärt werden. Die Gemeinden werden ermächtigt, Denkmalpflegepläne (§ 6) aufzustellen, in denen ein Planungs- und Handlungskonzept für die Erhaltung und Nutzung der Denkmale festgelegt wird.

## Schutzbestimmungen
Gegenüber den Verfügungsberechtigten über Denkmale wird die Erhaltungspflicht (§ 7) ausgesprochen und nähere Bestimmungen über deren Nutzung und die Zumutbarkeit von Eingriffen in das Denkmal getroffen. Ebenso wird ein Anspruch der Betroffenen auf Beratung festgestellt. Die Maßnahmen der Denkmalschutzbehörden (§ 8), die diese zum Schutz des Denkmals treffen, werden näher bestimmt. Darüber hinaus werden Sanktionen gegen diejenigen festgelegt, die Denkmale beschädigen oder beeinträchtigen. Zu den erlaubnispflichtigen Maßnahmen (§ 9) gehören u. a. die Zerstörung, Beseitigung oder Translozierung eines Denkmals.
Wer Nachforschungen (§ 10) nach Bodendenkmalen durchführen will, bedarf der Erlaubnis der Denkmalfachbehörde. Funde (§ 11) sind unverzüglich der Denkmalbehörde anzuzeigen. Herrenlose Denkmale werden auf Grund des Schatzregals (§ 12) Eigentum des Landes. Den Verfügungsberechtigten wird eine Anzeigepflicht (§ 13) über Schäden und Mängel am Denkmal auferlegt. Weiterhin wird Auskunftspflicht und Betretungsrecht (§ 14) geregelt. Ebenso haben sie die Kennzeichnung der Denkmale (§ 15) zu dulden.

## Organisation
Untere Denkmalschutzbehörden (§ 16) sind die Landkreise und kreisfreien Städte sowie die Stiftung Preußische Schlösser und Gärten Berlin-Brandenburg für die von ihr verwalteten Anlagen. Oberste Denkmalschutzbehörde ist das zuständige Ministerium. Das Brandenburgische Landesamt für Denkmalpflege und Archäologische Landesmuseum ist Denkmalfachbehörde (§ 17), deren Aufgaben im Einzelnen bestimmt werden. Daneben wird ein ehrenamtlicher Beirat und Beauftragte für Denkmalpflege (§ 18) berufen.

## Verfahrensbestimmungen
Das Erlaubnisverfahren (§ 19) für eine Erlaubnis nach § 9 wird durch einen Antrag eingeleitet und zwischen den einzelnen Behörden abgewickelt. Über bauordnungsrechtlich genehmigungspflichtige Vorhaben (§ 20) entscheidet die Bauaufsichtsbehörde im Benehmen mit der Denkmalschutzbehörde. Bei Denkmalen, die der Religionsausübung dienen (§ 21) sind die Kirchen und Religionsgemeinschaften zu beteiligen. Schließlich werden die Gebühren und Bescheinigungen für steuerliche Zwecke (§ 22) geregelt.

## Enteignung und Entschädigung, Ausgleich
Für Zwecke des Denkmalschutzes ist unter bestimmten Umständen die Enteignung (§ 23) zulässig. Wenn Verwaltungsakte oder sonstige Maßnahmen nach diesem Gesetz zu einer unzumutbaren Belastung führen, ist ein Ausgleich (§ 24) in Geld vorgesehen. Dazu werden Berechtigte und Verpflichtete (§ 25) benannt.